# East Dean, East Sussex
East Dean är en by i civil parish East Dean and Friston, i distriktet Wealden, i grevskapet East Sussex i England. Byn är belägen 19 km från Lewes. East Dean var en civil parish fram till 1990 när blev den en del av East Dean and Friston. Civil parish hade 937 invånare år 1961. Byn nämndes i Domedagsboken (Domesday Book) år 1086, och kallades då Esdene.